# Zoromunna setifrons
Zoromunna setifrons är en kräftdjursart som beskrevs av Menzies och George 1972. Zoromunna setifrons ingår i släktet Zoromunna och familjen Munnidae. Inga underarter finns listade i Catalogue of Life.